# Tchitrec d'Afrique
Terpsiphone viridis
Espèce
Statut de conservation UICN

 LC  : Préoccupation mineure
Le Tchitrec d'Afrique (Terpsiphone viridis), également appelé gobemouche paradis, est une espèce d'oiseaux de la famille des Monarchidae.
Cet oiseau vit uniquement en Afrique subsaharienne.

## Description et éléments associés
Les tchitrecs sont un groupe aux formes assez variées. Les espèces sont insectivores et arboricoles, à crête ou amorce de crête, et queue assez à très longue,. Le tchitrec d’Afrique est un bel oiseau d’environ 18-20 cm de long, à crête noire à reflets bleutés, œil et bec bleutés, et à crête, gorge et ventre noirs,. Le mâle adulte possède de très longues rectrices centrales à la queue, en forme de ruban qui peut mesurer jusqu’à sa propre taille,. 
Les mâles sont variables en termes de couleur du plumage : l’extrême ‘blanc’ a des parties supérieures fortement blanches, dont la queue, et également le croupion ; l’extrême ‘roux’ a ces mêmes parties rousses à marron foncé. La femelle quant à elle à des parties supérieures et une queue toujours rousse. Le chant est riche, joyeux, et mélodieux avec par exemple des suites de toui-toui-toui-uiou ou des sons doubles : ruik-ruik / dzîî-zouîîk un peu râpeux,,.

## Répartition et habitat
C’est une espèce subsaharienne, présente depuis le milieu du Sénégal, jusqu'en Erythrée, en passant par le Sud du Tchad,,. Elle serait aussi présente dans certains pays du Proche-Orient (Arabie saoudite, Yémen, Oman et Emirats arabes unis),. Elle est moins présente en forêt dense ininterrompue, notamment en Afrique centrale ou encore dans les zones désertiques du Sud-Ouest,. Ce tchitrec aime les forêts assez ouvertes, celles riveraines et les taillis de plaine. On les retrouve aussi en savanes boisées, humides, ou sèches et dans des milieux agricoles. 

## Statut de Conservation
L'UICN considère cet oiseau comme de préoccupation mineure (11/2021).

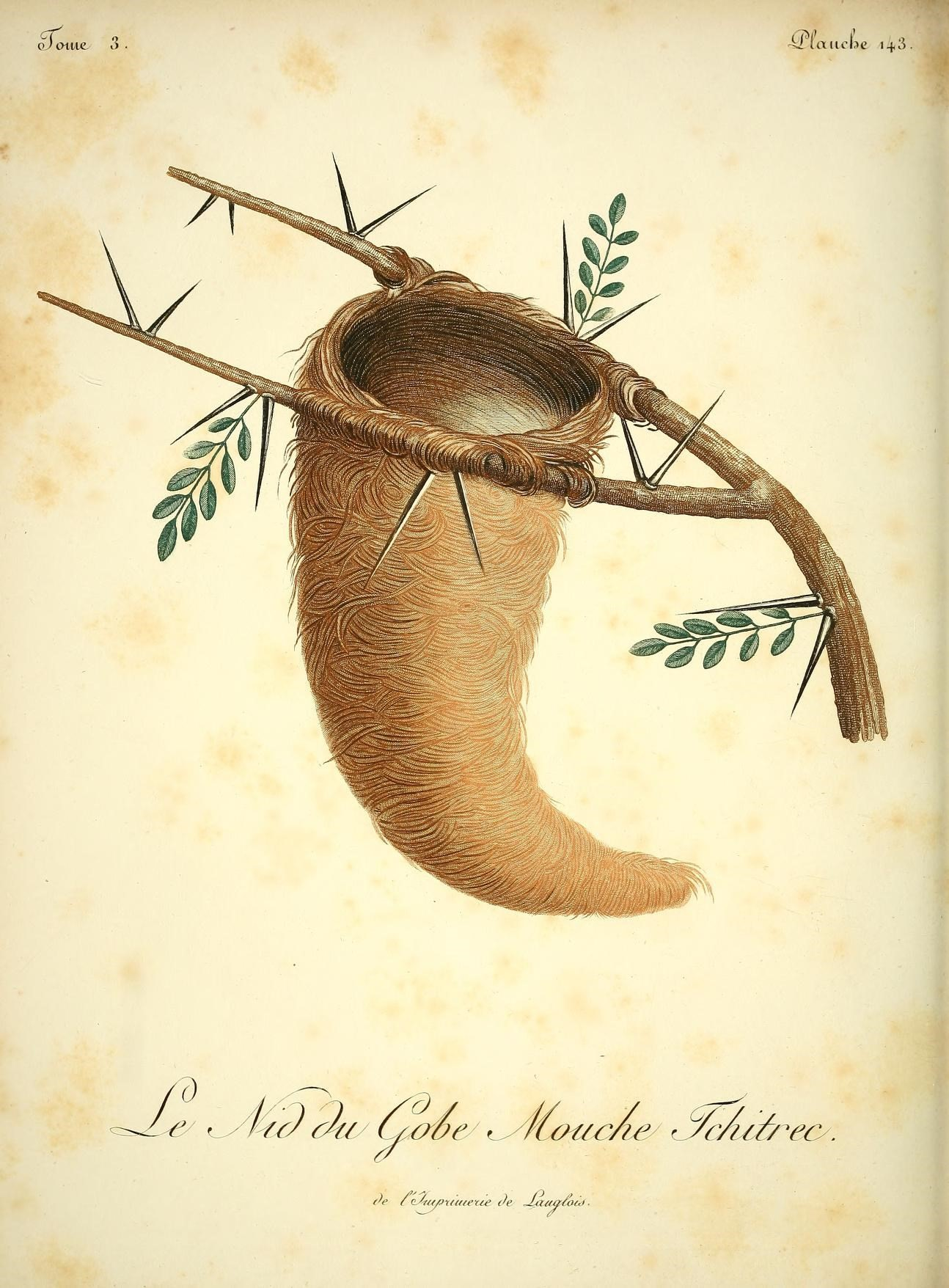
Nid

## Liste des références citées
1. 1 2 3 4 5 6 7  Nik Borrow et Ron Demey, Guide des oiseaux de l'Afrique de l'ouest, Delachaux et Niestlé, 2008 (ISBN 978-2-603-01512-4, OCLC 1123831437, lire en ligne)
2. ↑  Nik Borrow, Ron Demey et Benoi��t Paepegaey, Oiseaux de l'Afrique de l'Ouest,‎ 2015 (ISBN 978-2-603-02396-9, OCLC 944442325, lire en ligne)
3. 1 2 3 4 5 6  « Tchitrec d'Afrique Terpsiphone viridis », sur ebird.org (consulté le 2021)
4. 1 2  « Tchitrec d'Afrique Terpsiphone viridis - African Paradise Flycatcher », sur oiseaux.net
5. 1 2  « Terpsiphone viridis (Statius Muller, 1776) », sur gbif
6. ↑  « African Paradise-Flycatcher Terpsiphone viridis (Statius Muller, 1776) », sur avibase
7. ↑  « Observations Tchitrec d'Afrique », sur inaturalist.fr
8. ↑  BirdLife International (BirdLife International), « IUCN Red List of Threatened Species: Terpsiphone viridis », IUCN Red List of Threatened Species,‎ 1er octobre 2016 (DOI 10.2305/iucn.uk.2016-3.rlts.t22707108a94107090.en, lire en ligne, consulté le 1er novembre 2021)